# 입체주의
입체파또는 큐비즘(Cubism)은 20세기 초에 프랑스에 일어난 서양미술 표현 양식의 하나를 일컫는다. 입체주의라고도 한다.

## 개요

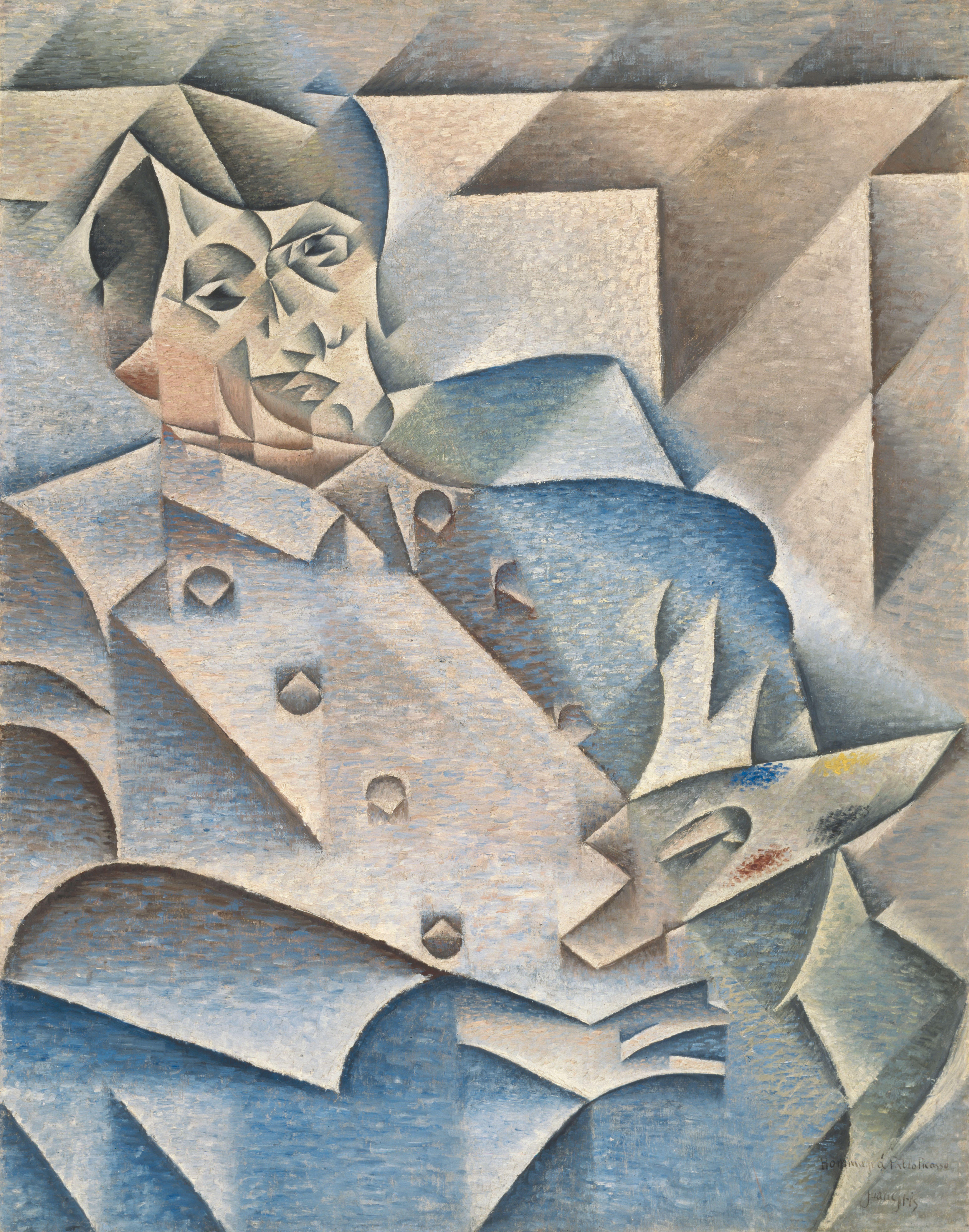
후안 그리스 (Juan Gris)작 '피카소 초상'(1912,유화)

큐비즘(Cubism)이라는 용어의 기원은 조르즈 브라크(Georges Braque)의 풍경화에서 비롯되는 것으로 알려져 있다. 20세기 초 브라크는 프랑스의 남쪽 지중해 연안 지방 레스타크 (L'Estaque)에서 사생을 하면서 풍경화를 그렸으며 이 풍경화를 두고 헨리 마티스(Henri Matisse)가 입체적 희한함 (bizarreries cubique) 이라고 풍자하는 데에서 유래되었다. 이 단어에서 착안하여 브라크의 표현 양식을 본뜬 그림들 및 화가들의 경향을 큐비즘이라 부르게 되었다.
브라크는 레스타크 지방의 풍경화를 그리면서 대상을 입체적 공간으로 나누어 여러 가지 원색을 칠하여 자연을 재구성하였다. 이와 같은 실험적인 공간 구성과 대상의 표현 양식에서 출발하여 브라크와 피카소 등의 입체주의 화가들은 점차 여러 각도에서 바라본 입체적인 형태 즉 원통형, 입방형, 원추형을 선과 면으로 표현하여 하나의 화폭에 질서있게 쌓아올려 입체주의 기법을 발전시켜나갔다.
그러나 입체주의를 대표했던 화가들 즉 피카소, 브라크는 모두 형태의 완전한 추상을 원한 것은 아니었다. 그들의 그림은 화가가 느끼고 경험했던 대상을 여러 시점과 각도에서 한 폭에 그려내 감상자로 하여금 그 대상의 생동감을 느낄 수 있도록 하기 원함이었다. 이렇듯 완벽한 추상까지는 아니었지만 입체주의는 대상에서 형태를 해방시켰으며, 그 자신의 어법을 발전시키는 과정에서 수 많은 새로운 미술의 가능성을 열어보였다. 이는 미래주의, 순수추상, 다다이즘등 이후에 출현하는 대부분의 미술 사조에 영향을 끼쳤다.

## 역사

### 초기 큐비즘
세잔은 화가가 빛의 속임수를 그리고 현상을 모사(模寫)하는 데 불과한 것을 불만으로 여겨 더욱 항구적인 자연을 그리려고 부심하였다. 피카소가 세잔을 본따서 흑인조각에서 자극을 받아 《아비뇽의 처녀들》을 그린 것은 1907년의 일이다. 같은 무렵에 포비즘(야수파)의 그룹에서 떨어져 나온 브라크는 세잔의 '모든 자연은 원추(圓錐)와 원통(圓筒)과 구체로 환원된다'라고 말한 내용의 에밀 베르나르에게 보낸 편지(1907년에 공표되었다)의 그 구절에 따라 에스타크 풍경을 그리고 있었다. 1908년 이 풍경화 6점은 살롱 도톤에 출품하여 결국 낙선이 되었으나 그 때의 심사위원인 마티스가 '이 그림은 작은 큐브(입방체)로써 그려졌다'라 평한 말이 큐비즘의 명칭을 만든 실마리가 되었다. 브라크의 낙선작품은 화상(畵商)인 칸와이러의 화랑에서 개인전으로 발표되었는데 그 화상이 피카소와 브라크가 추구하는 공통점을 인정하여 1907년 가을에 두 사람을 만나게 하였다. 그 후부터 두 사람 사이에는 협력관계가 맺어져 1910년까지 큐비즘은 전적으로 이 두 사람이 추진한 바가 되었다.

### 분석적 큐비즘
1910년부터 1912년에 걸쳐 큐비즘은 새로운 발전의 단계를 맞이한다. '분석적 큐비즘'이라 불리는 시기로 대상의 분해가 철저하게 행하여졌다. 대상은 여러 각도에서 고쳐 보게 되며 갖가지의 모습이 동일 화면으로 재구성되어 가는 것이다. 이 시기의 피카소는 거의 색채를 쓰지 않고 '외과의사가 시체를 해부하는 것처럼'(시인 아폴리네르의 논평) 형태의 분석과 그 질서 있는 배합을 추구하였다.

### 종합적 큐비즘
다음 1913∼1914년에 이르면 '종합적 큐비즘'의 시기에 들어간다. 이것은 주로 피카소와 후안 그리스를 중심으로 추진되었는데 분석적 큐비즘이 해체와 재구성의 사이에서 잃어버린 리얼리티를 되찾으려는 동향이었다. 분석적 큐비즘은 병(甁)이란 대상에서 원통형을 추출(抽出)하지만, '나는 원통형에서 병을 만든다'라 말하는 것이 그리스의 입장이었다. 촌단(寸斷)된 색면의 통합과 기하학적 질서에 의한 장식효과의 증대를 가져 왔으며, 또한 리얼리티 회복이란 요구에 응하여 콜라주와 파피에 콜레의 수법이 개척된 것을 특기할 수 있다.

### 섹시옹 도르(황금분할의 뜻인 프랑스어)& 황금분할파 큐비즘
피카소가 주도하던 전통적 큐비즘과 별도로 거의 1910년경부터 페르낭 레제를 중심으로 개척된 방향으로 황금분할파 큐비즘이 있다. 이것은 대상을 분해하여 재구성할 때에 화면에 역동감(力動感)을 도입하려는 것이며, 주로 정물의 분야에서 성과를 올린 정통파 큐비즘에 새로운 가능성을 열려고 시도하였다.

## 입체파의 화가들
- 폴 세잔: 큐비즘의 동기
- 조르주 브라크
- 파블로 피카소: 본격적인 큐비즘의 시작. 《아비뇽의 처녀들》.
- 데이비드 호크니

## 같이 보기
- 레요니슴
- 섹숑도르

## 참고 문헌
- 이 문서에는 다음커뮤니케이션(현 카카오)에서 GFDL 또는 CC-SA 라이선스로 배포한 글로벌 세계대백과사전의 내용을 기초로 작성된 글이 포함되어 있습니다.